# Radioactive
Radioactive je píseň od americké indie rockové hudební skupiny Imagine Dragons. Je užitá v jejich EP s názvem Continued Silence a později i jako úvodní písnička na jejich studiovém albu Night Visions.

## Užití v médiích
Píseň byla užita k podpoře videohry Assassin's Creed III, filmu Hostitel a byla obsažena na soundtracku k videohře MLB 13: The Show.
Kromě toho jsme ji měli možnost slyšet v televizním kanálu History, také v různých reklamách pro seriál na NBC Chicago Fire, pro organizaci Run For Your Lives, pro European Outdoor Film Tour a Syfy's Defiance a v neposlední řadě i v seriálu Graceland. Byla ke slyšení i v reklamě na Powerbeats by Dr. Dre v hlavní roli s Lebronem Jamesem. Skupina zpívala píseň živě v pořadech Jimmy Kimmel Live! (2012), The Late Show with David Letterman (2013), The Tonight Show with Jay Leno (2013) a zazněla i v seriálu Arrow (2012) a The 100 (2014).
Jednu z cover verzí písně nahrála houslistka Lindsey Stirling a skupina Pentatonix, druhou nahrála americká post-hardcorová skupina Our Last Night. Videoklip byl zveřejněn na oficiálním YouTube kanálu Stirling.

## Význam
Stejně jako další písně od Imagine Dragons lze i tuto interpretovat různými způsoby, pravděpodobně ale naráží na znečištění Země lidmi a na nesmyslnost válek.

## Ocenění
| Rok  | Název ocenění          | Cena                                               | Výsledek   |
| ---- | ---------------------- | -------------------------------------------------- | ---------- |
| 2013 | MuchMusic Video Awards | Nejlepší mezinárodní video roku od hudební skupiny | Nominována |

## Datum vydání
| Země                   | Datum                      | Formát         | Vydavatelství            | Katalogové číslo   |
| ---------------------- | -------------------------- | -------------- | ------------------------ | ------------------ |
| Spojené státy americké | 2. dubna 2012              | promoční singl | Interscope               | N/A                |
| Spojené státy americké | 29. října 2012 (2. vydání) | promoční singl | Interscope               | N/A                |
| Spojené království     | 21. ledna 2013             | CD-R           | Interscope               | N/A                |
| Evropa                 | 21. ledna 2013             | CD-R           | Interscope               | N/A                |
| Spojené státy americké | 25. března 2013            | CD-R           | Interscope               | N/A                |
| Spojené státy americké | 9. dubna 2013              | CD-R           | Interscope               | N/A                |
| Rakousko               | 3. května 2013             | CD             | Interscope, KIDinaKORNER | 0602537399185 (CD) |
| Německo                | 3. května 2013             | CD             | Interscope, KIDinaKORNER | 0602537399185 (CD) |
| Itálie                 | 3. května 2013             | CD             | Interscope, KIDinaKORNER | 0602537399185 (CD) |
| Španělsko              | 3. května 2013             | CD             | Interscope, KIDinaKORNER | 0602537399185 (CD) |
| Švýcarsko              | 3. května 2013             | CD             | Interscope, KIDinaKORNER | 0602537399185 (CD) |
| Spojené království     | 3. května 2013             | CD             | Interscope, KIDinaKORNER | 0602537399185 (CD) |
| Kanada                 | 7. května 2013             | CD             | Interscope, KIDinaKORNER | 0602537399185 (CD) |
| Francie                | 7. května 2013             | CD             | Interscope, KIDinaKORNER | 0602537399185 (CD) |
| Japonsko               | 7. května 2013             | CD             | Interscope, KIDinaKORNER | 0602537399185 (CD) |